# Interamma rubrofasciata
Interamma rubrofasciata är en insektsart som beskrevs av Melichar 1903. Interamma rubrofasciata ingår i släktet Interamma och familjen Derbidae. Inga underarter finns listade i Catalogue of Life.